# DN66A
DN66A este un drum național din România care leagă orașul Petroșani de drumul național DN67D, pe Valea Cernei. Între Câmpușel și DN67D, asfaltul lipsește.
Drumul lipsește între localitatea Cerna Sat și până la intrare în județul Hunedoara.